# Manuel Alcázar
Manuel Alcázar Ruiz  (Albacete, 1858-Madrid, 1914) fue un pintor, ilustrador, dibujante y grabador español.

## Biografía

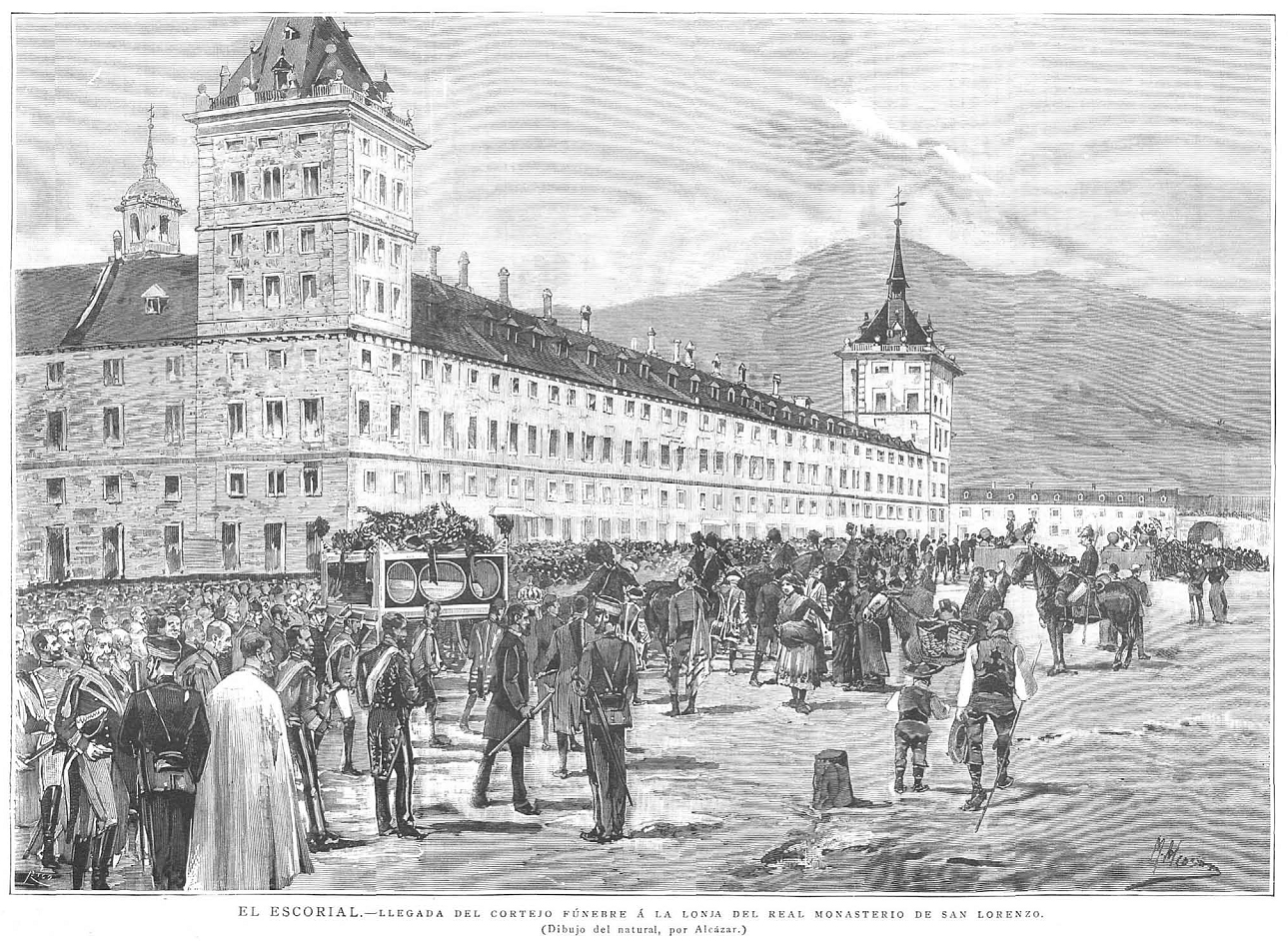
Muerte de Alfonso XII, llegada del cortejo fúnebre a la loja del Real Monasterio de San Lorenzo de El Escorial, en La Ilustración Española y Americana, dibujo de Alcázar, grabado de Rico, 1885.

Nacido en Albacete en 1858, cultivó la pintura, el dibujo y el grabado. Perteneciente desde 1896 a la Asociación de la Prensa de Madrid, colaboró en el aspecto gráfico de publicaciones como La Ilustración Española y Americana.
También se desempeñó como ilustrador de libros, siendo incluidos dibujos suyos en novelas como Los apostólicos (1885) de Benito Pérez Galdós y La espuma (1891), de Armando Palacio Valdés, en la que también participó José Cuchy.
En palabras de Ramón Pulido fue «pintor fácil en la técnica y de grandes cualidades como colorista. No pudo llegar á realizar obras completas porque tuvo que luchar siempre por el mísero garbanzo, y sus cuadros fueron ejecutados por encargo de marchantes, realizados con precipitación, sin modelo, y casi siempre mal pagados». Falleció en la capital, Madrid, en 1914.